# David Kinderlehrer
David Samuel Kinderlehrer (Allentown, Pensilvânia, 23 de outubro de 1941) é um matemático estadunidense.
Kinderlehrer estudou no Instituto de Tecnologia de Massachusetts (MIT), com bacharelato em 1963. Obteve um doutorado em 1968 na Universidade da Califórnia em Berkeley, orientado por Hans Lewy, com a tese Minimal Surfaces Whose Boundaries Contain Spikes. A partir de 1968 foi instrutor e a partir de 1975 Professor da Universidade de Minnesota em Minneapolis. De 1971 a 1972 esteve na Escola Normal Superior de Pisa. A partir de 2003 é Professor de Matemática da Universidade Carnegie Mellon.
É fellow da American Mathematical Society. Em 1974 foi palestrante convidado ("Invited Speaker") no Congresso Internacional de Matemáticos em Vancouver (Elliptic Variational Inequalities).

## Obras
- com Guido Stampacchia An introduction to variational inequalities and their application, Academic Press, 1980, SIAM Press, 2000
- com Jerald Ericksen, Constantine Dafermos (Herausgeber) Amorphous Polymers and Non-Newtonian Fluids, Springer Verlag, 1987
- Editor com Jerald Ericksen Theory and application of liquid crystals, Springer Verlag, 1987
- Editor Microstructure and phase transition, Springer Verlag, 1993